# Благодатне (село, Чугуївський район)
Благода́тне (від заснування до 1802 — Мала Волохівка) — село в Україні, у Вовчанській міській громаді Чугуївського району Харківської області. Населення становить 179 осіб. До 2020 орган місцевого самоврядування — Іванівська сільська рада.

## Географія
Село Благодатне знаходиться на річці Плотва (в основному на лівому березі). Вище за течією примикає село Нефедівка, нижче — село Василівка. Село перетинає балка Волхів Яр, по якій протікає струмок c великою загатою (~ 30 га).

## Історія
Село засноване в 1750 році як Мала Волохівка. В 1802 році було перейменовано в село Благодатне.
В 1863 в селі побудована Благовіщенська церква
За даними на 1864 рік у власницькій слободі Вільхуватської волості Вовчанського повіту мешкало 443 особи (218 чоловічої статі та 225 — жіночої), налічувалось 53 дворових господарства, існували православна церква та винокурний завод.
Станом на 1914 рік кількість мешканців зросла до 1504 осіб.
Село постраждало внаслідок геноциду українського народу, проведеного урядом СРСР в 1932—1933 роках, кількість встановлених жертв в Іванівці, Благодатному, Василівці, Захарівці —874 людей.
12 червня 2020 року, відповідно до Розпорядження Кабінету Міністрів України  № 725-р «Про визначення адміністративних центрів та затвердження територій територіальних громад Харківської області», увійшло до складу Вовчанської міської громади.
19 липня 2020 року, в результаті адміністративно-територіальної реформи та ліквідації Вовчанського району, село увійшло до складу Чугуївського району.